# Тернана
«Тернана» (італ. Ternana Calcio SpA) — італійський футбольний клуб з міста Терні. Виступає у Ліга Про Пріма Дівізіоне (третьому по силі дивізіоні країни). З часу свого створення в 1925 році провела в Серії А два сезони (1972–73 та 1974–75).
Перша команда з Умбрії яка грала в Серії А. Найпринциповішим суперником «Тернани» є інша команда з Умбрії — «Перуджа».

## Посилання

Фани «Тернани»

## Відомі футболісти
- Паоло ді Каніо
- Фабріціо Мікколі
- Массімо Боргобелло
- Маріо Фрік
- Вінс Ґрелла